# Brachymenium rugosum
Brachymenium rugosum là một loài Rêu trong họ Bryaceae. Loài này được (Müll. Hal.) A. Jaeger mô tả khoa học đầu tiên năm 1875.